# Uroxys minutus
Uroxys minutus är en skalbaggsart som beskrevs av Edgar von Harold 1868. Uroxys minutus ingår i släktet Uroxys och familjen bladhorningar. Inga underarter finns listade i Catalogue of Life.